# Diocese de Sion
A Diocese de Sion (Dioecesis Sedunensis) é uma diocese católica do cantão suíço do Valais que atualmente corresponde aos limites do cantão, exceto o território da Abadia de  Saint-Maurice, uma parte do Distrito de Aigle, e o território de Saint-Gingolph que pertence à Diocese de Annecy.

## História
Há dúvidas em relação a ter pertencido ou não ao arcebispado de Milão no século IV e a Viena no século V-VI, mas está confirmado que o mais tardar em 1138, o bispo de Sion estava sob as ordens da Tarentaise. Em 1513, o Papa Leão X retira-a da Tarentaise para a subordinar diretamente à Santa Sé.
A sede episcopal foi ao princípio estabelecida na actual Martigny, que se chamava Octodurus, segundo o nome do antigo burgo gaulês vizinho. O primeiro bispo conhecido conhecido em Octodurus foi um São Teodoro, como mencionado em 381 e 393. Em 565 a sede veio instalar-se em Sion provavelmente em razão das invasões lombardas em 573/574 ou então das rivalidades permanentes com a  Abadia de São Maurício, fundada em 515. Depois da construção da catedral romana no século XI o bispo veio instalar-se a partir de 1377 no Castelo de la Majorie, e mais mais tarde no palácio construído junto da catedral.

Diocese de Sion

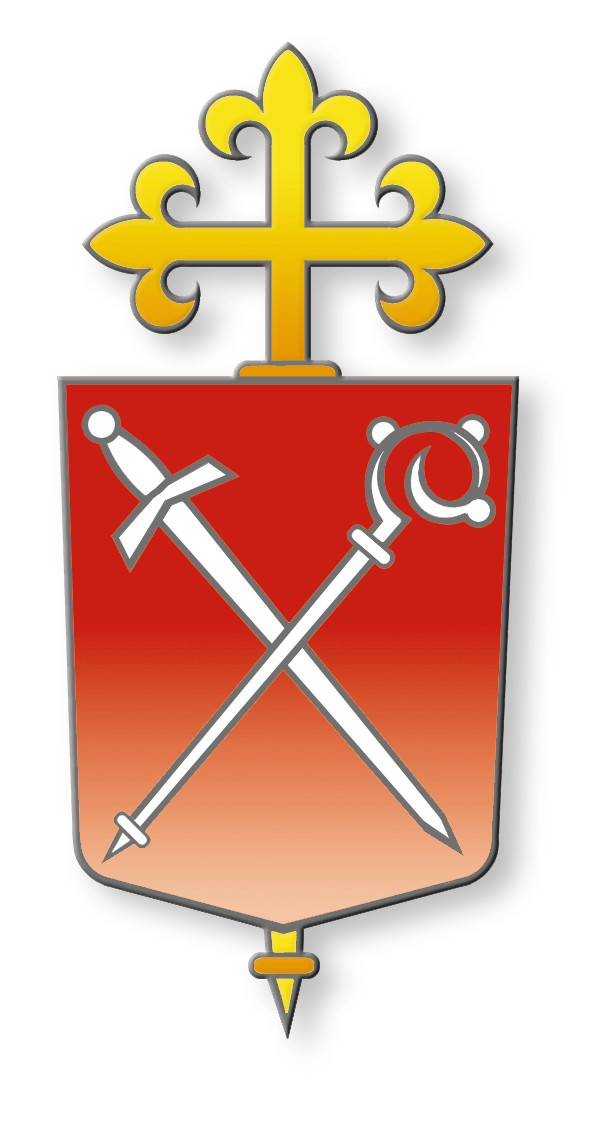
Armas da Diocese de Sion

O território da diocese foi atribuído em 843 Lotário I, em 870 ao Reino Itálico, em 875 a Carlos II de França, e em 888 ao segundo reino da Borgonha. Em 999, pelo dão do condado do Valais ao bispo, Rodolphe III de Bourgogne fundou o principado episcopal de Sion, que se tornará em bispado em 1032.
Nos séculos XII e XIII, a diocese mantém boas relações com os seus vizinhos de Lausana e de Aosta. Tentam resolver-se os problemas com a abadia de São Maurício e obtêm-se a restituição dos domínios de Loèche-les-Bains e de Naters. A fase de paz e de prosperidade da primeira metade do século XIV, vai terminar com os partidários da Saboia antes que as querelas sejam ultrapassadas pelo Grande Cisma do Ocidente, e em 1386 o capítulo divide-se em dois, um favorável Papa Clemente VII, cónego a favor da Saboia, e outro ao Papa Urbano VI, cónego do Alto Valais, com várias modificações até ao Concílio de Constança entre 1414 e 1418.

## Bispos

### História Moderna
- Joseph François Xavier de Preux † (24 de maio de 1807 - 1 de maio de 1817 faleceu)
- Augustin-Sulpice Zen-Ruffinen † (25 de maio de 1817 - 21 de dezembro de 1829 faleceu)
- Moritz-Fabian Roten † (21 de março de 1830 - 11 de agosto de 1843 falecido)
- Peter-Josef de Preux † (8 de novembro de 1843 - 15 de julho de 1875 faleceu)
- Adrian Jardinier † (19 de agosto de 1875 - 26 de fevereiro de 1901 faleceu)
- Jules-Maurice Abbet † (sucedeu em 26 de fevereiro de 1901 - 11 de julho de 1918 faleceu)
- Viktor Bieler † (26 de maio de 1919 - 19 de março de 1952 faleceu)
- François-Nestor Adam, CRB † (8 de agosto de 1952 – 22 de junho de 1977 aposentado)
- Henri Schwery † (22 de julho de 1977 - 1 de abril de 1995 renunciou)
- Norbert Brunner (1 de abril de 1995 - 8 de julho de 2014 renunciou)
- Jean-Marie Lovey, CRB, desde 8 de julho de 2014